# Patryk Ignaczak
Patryk Ignaczak (ur. 14 listopada 1984 w Kaliszu) – polski piosenkarz i muzyk z zespołu Audiofeels, prezenter telewizyjny i lektor.

## Życiorys
Absolwent IV Liceum Ogólnokształcącego w Kaliszu oraz geografii na Uniwersytecie Adama Mickiewicza w Poznaniu. Jest basem w zespole wokalnym Audiofeels, swoim głosem naśladuje brzmienie gitary basowej i kontrabasu; znany publiczności pod pseudonimem „Cypis”. Popularność grupie przyniosły występy w programie Mam talent! w telewizji TVN. Dotarli do finału, w którym zajęli trzecie miejsce. Grupa wydała cztery albumy.
Związany z Telewizją WP, należącą do grupy Wirtualna Polska. Prowadził program "#dzieńdobryWP" oraz był lektorem programu informacyjnego #dziejesię 16:50 oraz #dziejesię 18:30. Prezentował również prognozy pogody.
Jako lektor użycza głosu w reklamach i słuchowiskach.